# Karla Arcila
Karla Arcila (Cali, 27 de octubre de 1980) es una periodista y presentadora colombiana, reconocida principalmente por su trabajo en medios como RCN Radio y NTN24.

## Biografía

### Inicios
Nació en Cali, Valle del Cauca, y cursó estudios de comunicación social en la Universidad Santiago de Cali. Fue corresponsal para la cadena radial colombiana W Radio, cargo que ocupó hasta diciembre de 2014. En agosto de 2015 se convirtió en periodista independiente para el portal de opinión Las 2 Orillas.

### RCN y NTN24
A comienzos de 2016 se vinculó profesionalmente con el Canal RCN. Desde entonces ha sido libretista y presentadora de los programas informativos Noticias RCN y NTN24. Durante las etapas finales de los acuerdos de paz entre el gobierno colombiano y las FARC-EP, se encargó de cubrir las negociaciones para el canal. También fue directora de la Unidad Investigativa de RCN.
En febrero de 2022, RCN Radio anunció su llegada al espacio radial matutino de la emisora, en el que permaneció algo más de seis meses.